# Tjärvatten
Tjärvatten är ett medeltida medicinskt preparat, bestående av trätjära och vatten. Det menades motverka en lång rad krämpor och sjukdomar.
Tjärvattnets främste förespråkare torde vara filosofen George Berkeley, som 1744 författade skriften Siris , där han hyllade dess många goda egenskaper. Delar av verket översattes till svenska samma år, och utgavs under titeln Tjäruwatns läkande kraft.